# Chiesa di Santa Margherita (Padova)
La chiesa di Santa Margherita è un edificio religioso di origine medievale che si affaccia su via San Francesco, a Padova.
Dedicata a Santa Margherita di Antiochia, deve le attuali forme architettoniche agli interventi di Tommaso Temanza e forse, Domenico Rossi. Sino al 1797 fu "Abbadia" dei Gradenigo, attualmente è oratorio assoggetto alla parrocchia di San Francesco Grande.

## Storia
La chiesa venne fondata il 9 giugno 1198 dai monaci dell'Abbazia di San Cipriano in Murano. Era un centro religioso rilevante per la contrada che era appunto definita "di Santa Margherita", ma con la costruzione nel 1416 della chiesa di San Francesco Grande perse importanza. Non si conoscono precisamente le caratteristiche dell'edificio primitivo. Nel secolo XVI i beni dell'Abbazia di San Cipriano passarono al Patriarcato di Venezia, ma per ordine di Sisto V l'edificio sacro restò ai patrizi Gradenigo che avevano precedentemente assunto il diritto di pieno giuspatronato sulla chiesa e su altri beni della decaduta Abbazia muranense. La chiesa indipendente, "abbadia de'Gradenighi" che un ecclesiastico della casata reggeva con il titolo di Abate, subì vari avvicendamenti sino alla completa ricostruzione messa in atto dai proprietari verso gli anni trenta e quaranta del settecento. Il lavoro fu affidato secondo il Rossetti (1780) ad un certo Domenico Rizzi, forse lo stesso Domenico Rossi verso cui protendeva il critico Giulio Bresciani Alvarez. La facciata fu eretta su progetto di Tommaso Temanza nel 1748. Prima opera dell'architetto veneziano, provocò pesanti critiche tanto da rischiare la demolizione. Fu salvata grazie all'intervento di Giovanni Poleni, mentore del Temanza. A seguito della caduta della Repubblica la chiesa fu chiusa. Venne ufficialmente riaperta nel 1852 come oratorio della parrocchia di San Francesco Grande da cui ancora dipende.
Nella chiesa sono sepolti i vari Abati di casa Gradenigo, tra cui il primo, Vincenzo (1550-1623) e Vincenzo VI Gregorio (1711-1782) probabile fautore dei lavori di ricostruzione e abbellimento della chiesa.
L'oratorio è accessibile grazie al lavoro dei volontari di Legambiente.

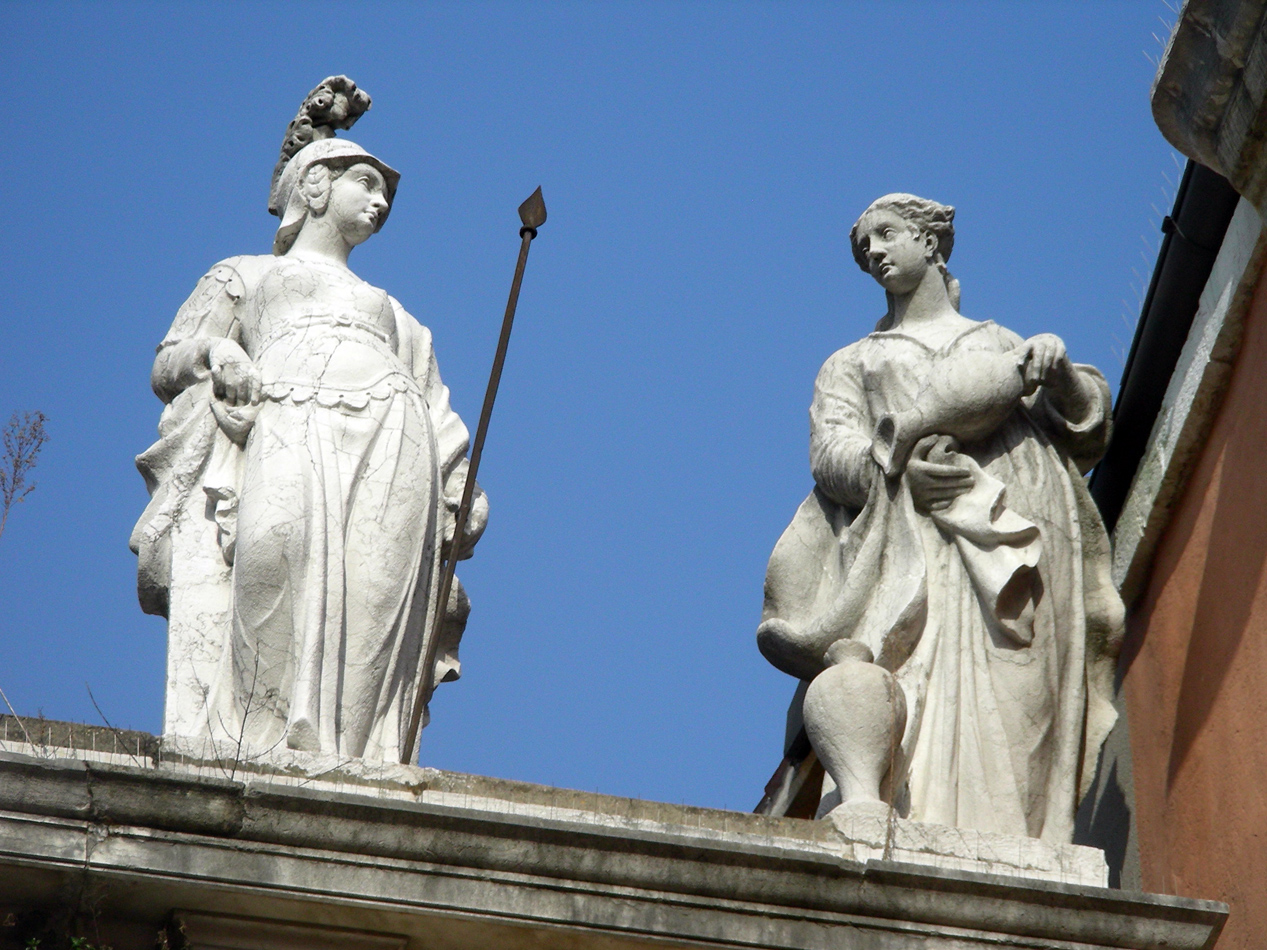
Statue in facciata, di Francesco Bonazza

## Descrizione

### Esterno
La chiesa, di contenute dimensioni (m 6.70 x m 4.50) si affaccia su via San Francesco. La facciata, che guarda a ponente è appoggiata al cinquecentesco palazzo Marcello ed è impostata su proporzioni razionali, forse una delle prime opere venete pienamente tendenti all'ideale neoclassico, che però non rinuncia all'eleganza del suo secolo. Il richiamo a Palladio è palese. Costruita sull'ordine ionico è in pietra d'Istria. Quattro semicolonne issate su un semplice basamento rettilineo reggono la trabeazione e l'attico, su cui sono poste le quattro statue raffiguranti le virtù cardinali di Francesco Bonazza. Il portale d'ingresso è rastremato e concluso da un timpano.
A destra, lungo il semplice fianco in cotto della chiesa corre il suggestivo vicolo di Santa Margherita, che porta alla via Cesare Battisti.

### Interno

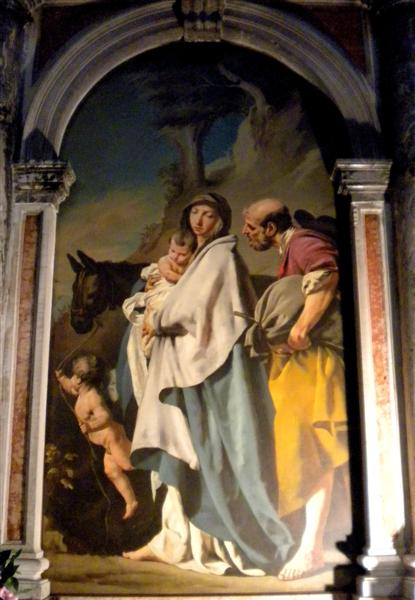
Francesco Polazzo, La fuga in Egitto.

L'interno è architettonicamente elegante e suggestivo, tardobarocco per l'impostazione delle paraste e degli arditi lacunari, ma rococò per l'evidente dialogo con decorazione scultorea e pittorica. 
Si susseguono quattro nicchie occupate dalle statue degli Evangelisti, lavori di Francesco e Antonio Bonazza. Sugli altari laterali, gemelli, composti da vari marmi sono ospitate due notevoli pale di autori indefiniti: a destra vi è La fuga in Egitto che è forse di Francesco Polazzo, a sinistra un San Francesco di Paola attribuita (Sesler) a Giuseppe Nogari.

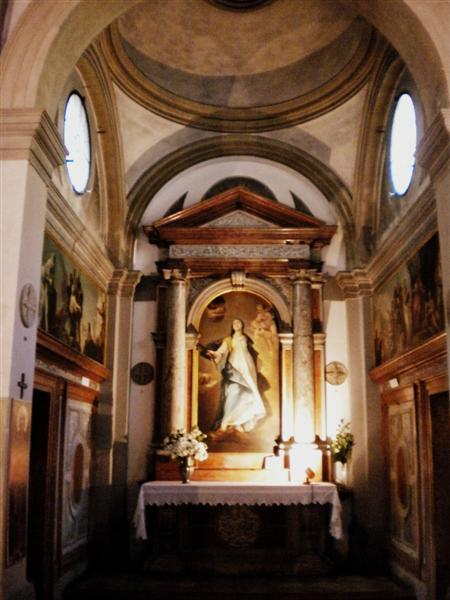
Il presbiterio.

Sul soffitto un affresco raffigura l'apoteosi di Santa Margherita attribuito a Giorgio Anselmi o allo stesso Francesco Zugno a cui è stata attribuita La gloria di Santa Margherita posta sull'altare maggiore. Alle pareti del presbiterio, poste dirimpetto, due tele: quella di destra raffigurante La condanna di Santa Margherita è di Francesco Fontebasso, quella di sinistra Il martirio di Santa Margherita, molto compromessa, è attribuibile alla sua scuola.
Lungo le pareti, sui lacunari, ma anche sulla cupola del presbiterio, sono raffigurati a grisaglia putti e cherubini che reggono simboli delle virtù teologali e cardinali, i Sette doni dello Spirito Santo, la Castità e la Mansuetudine. Sono raffinato lavoro del Settecento.
Sul pavimento al centro della navata vi è il sepolcro ove riposano gli abati di Santa Margherita, anche se vi è una lapide che ricorda la sepoltura di Anna Zago, la nobildonna che promosse la riapertura dell'oratorio nel 1852.

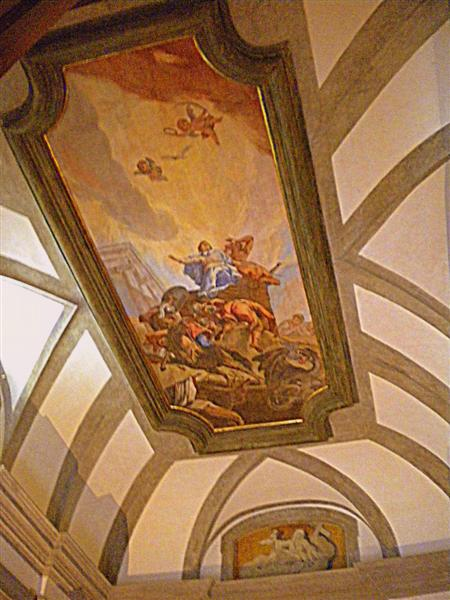
L'apoteosi di Santa Margherita, soffitto.
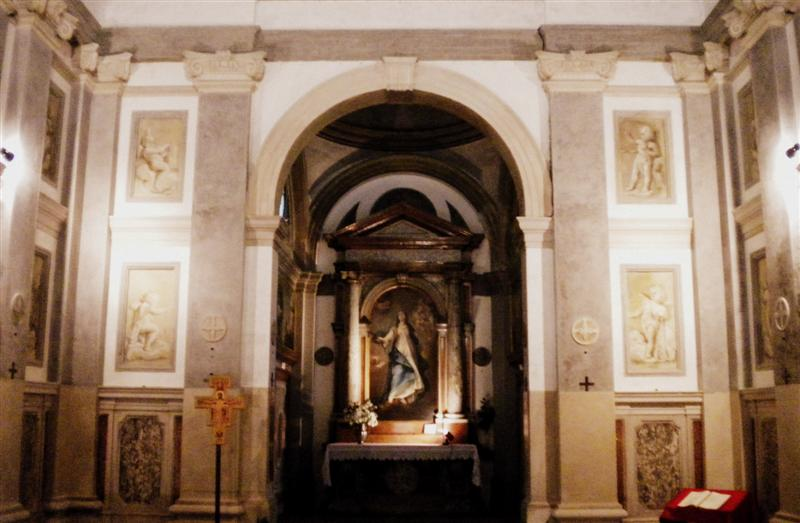
Interno.
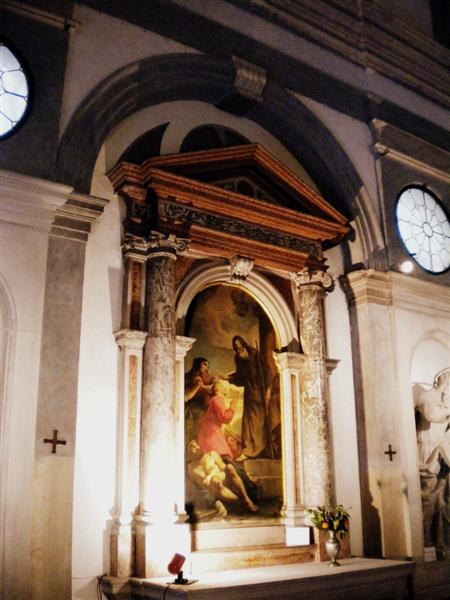
La pala di San Francesco di Paola.